# 變色龍 (電視劇)
《變色龍》（英語：Chameleon），香港麗的電視經典電視劇，於1978年11月6日至1979年3月16日期間首播，共80集。本劇由潘志文、劉緯民、劉志榮等領銜主演，主要講述三兄弟由好友變死敵，其中劇情峰迴路轉，令人拍案叫絕。

## 劇情介紹
曾經是同住一幢樓的三家人，曾經是死黨的三個青年人，帶出了三個不同的故事。
鄺志立（潘志文飾），曾是前途無可限量，正義凜然的律師；卻慘遭除牌。未婚妻林硯梅（魏秋樺飾）自殺也為他帶來沉重打擊。自此，他變得老練而不近人情。為了達到目的，不惜強迫自己与性格不相合的湯美婷（余安安飾）走在一起，不惜一次次傷透与他青梅竹馬的“阿妹”程望棣（馬敏兒飾）的心，不惜為与賀昇斗法而利用程啟聰。凴着他的才智，他把所有的敵人，包括難以對付的黃大鈞（董驃飾）、賀昇等等都打敗了。但回首過去，卻發現自己已在不知不覺間被孤立，甚至陷入了衆叛親離的境地。最后，鄺志立與湯美婷離婚，家人也前往新加坡定居，他在香港重新回到了起點，踏實地繼續他的律師生涯。
程啟聰（劉緯民飾），曾是滿懷大志，意圖大展身手的青年，卻在父親程有財（張瑛飾）無休止的責駡之下，變得急功近利。為了自己的前途，他淪落為一個只會吃軟飯的花花公子，不理妻子鄺潔云（蔡瓊輝飾）的不滿，先后巴結歌女美美（邵音音飾）和富太樂太（丁櫻飾），導緻潔云忍無可忍而離婚的悲劇。最終，壓力使聰走上了不歸路，幹起了吸毒、勒索等勾當，終于死在了好友賀昇的槍下，結束了庸碌的一生。
賀昇（劉志榮飾），曾是有勇有謀，聰明過人的警察，卻將聰明才智放在了不當的地方。他甘心為貪污的探長劉秉炎（吳業光飾）賣命，自己也難免同流合污，做出了許多作奸犯科的事情。喜歡林硯梅的他更一時衝動借醉將她迷姦成孕，迫得她在結婚前夕結束生命，成爲他和鄺志立日後決裂的導火線。在与鄺志立斗法中，他機關算盡，但最終難逃法網，得到了鋃鐺入獄的下場。

## 演員表

### 鄺家
| 演員   | 角色     | 關係/暱稱 |
| 吳 回  | 鄺大全   | 全叔 原為地盤工人 鄺李秀英之夫，正宗妻奴 鄺志立、鄺潔云之父 第68集病逝                                                                                         |
| 鄧碧雲 | 鄺李秀英 | 全嬸 鄺志立、鄺潔云之母 第77集移民新加坡 |
| 潘志文 | 鄺志立   | 阿Ben 阿立 鄺大全之子 新晉律師，曾被除牌 林硯梅之第二任男友兼未婚夫 湯美婷之男友後為其夫，最終因為性格不合而分手 与程啟聰、賀昇原為死黨 后因硯梅之死与賀昇對立 |
| 蔡瓊輝 | 鄺潔雲   | 阿云 鄺大全之女 鄺志立之妹 程啟聰之女友後為其妻，最終離婚 陳廣深之女友 離婚后成為電視藝員 后定居新加坡                                                         |

### 程家
| 演員   | 角色   | 關係/暱稱                                                                                                   |
| 張 瑛  | 程有財 | 財叔 建築材料店老闆 程啟聰、程望棣之父 偏愛程望棣，冷落程啟聰                                               |
| 劉緯民 | 程啟聰 | 阿聰 程有財之子 鄺潔云前夫 与美美、樂太先后有染 与鄺志立、賀昇原為死黨 第73集被賀昇誤以逃跑罪而被其槍擊而死 |
| 馬敏兒 | 程望棣 | 阿妹 程有財之女 程啟聰之妹 賀昇之第三任女友後為未婚妻，最終分手 單戀鄺志立                                  |
| 李月清 | 阿 嬌  | 嬌姐 程家下人 有聽覺毛病                                                                                    |

### 賀家
| 演員   | 角色   | 關係/暱稱 |
| 平 凡  | 賀老九 | 九叔 賀昇之父 鄺大全之好友 第60集遭歹徒刺中心臟而死 |
| 唐若菁 | 賀老大 | 九嬸 賀老九大妻 賀昇大媽 第71集因中風半身不遂 |
| 黎少芳 | 賀老二 | 賀老九二妻 賀昇生母 |
| 何家鳳 | 賀老三 | 賀老九三妻 賀昇三嬸 原是舞女 |
| 劉志榮 | 賀 昇  | 阿昇 賀老九之子 督察（後更升至警司） 与鄺志立、程啟聰原為死黨 喜歡林硯梅，於第40集卻趁醉將其迷姦成孕，逼得其走上絕路，而与鄺志立對立 第80集被判入獄12年，但因行為良好提早出獄 |

### 其他
| 演員   | 角色   | 關係/暱稱 |
| 魏秋樺 | 林硯梅 | 原為護士 小說作家之女 羅家輝之前女友 鄺志立之第一任女友後為未婚妻 賀昇之暗戀對象，第40集遭賀昇迷姦并懷上其骨肉 周旋于鄺志立、羅家輝、賀昇之間 第45集因不堪賀昇的逼迫，而在結婚前夕自殺身亡 |
| 古耀文 | 羅家輝 | 社會激進分子 “颶風社”主編 鄺志立中學同學 与林硯梅分手后和鄺志立對立 第55集被警察開槍擊斃                                                                                                   |
| 許英秀 | 陳 添  | 陳秀珠之父 |
| 周慧娟 | 陳秀珠 | 賀昇之第一任女友，後為其妻，搭上石紅後離開賀昇，離婚后懷上表親骨肉 |
| 邵音音 | 美 美  | Mimi 酒吧歌手 与賀昇、程啟聰先后有染 后卷款与情人潛逃 |
| 丁 櫻  | 樂 太  | 已故富商之妻 程啟聰前情人 后移民加拿大 |
| 伍永森 | 古而今 | 古教授 程有財、程啟聰友人 舞蹈教師 |
| 吳業光 | 劉秉炎 | 劉叔 探長 賀昇上司 為逃避廉政公署追查潛逃台灣 |
| 金 山  | 爛仔關 | 阿關 劉秉炎手下 賀昇好友 |
| 熊德誠 | 高祖文 | 阿高 程家店鋪員工 大陸打工仔 暗戀程望棣 |
| 凌文海 | 麥 漢  | 漢仔 鄺大全徒弟 做過地盤工人、小巴司機、海運工人 |
| 關偉倫 | 張子豪 | 程望棣同學 喜歡程望棣 后前往英國留學 |
| 談文杰 | Ronny  | 律師 鄺志立朋友 程望棣追求者 喜歡程望棣 |
| 文千歲 | 陳廣深 | 新加坡電影公司老闆 鄺潔云男友 |
| 梁漢威 | 伍 華  | 賀老九好友 原為警務人員 后任職廉政公署 |
| 董 驃  | 黃大鈞 | Tony 立法局議員 原為鄺志立好友，后与其對立 因騙取保險金燒船被捕 |
| 馮 真  | 大鈞妻 | 黃大鈞之妻 阿Dick之母 |
| 張之珏 | 阿Dick | 黃大鈞之子 喜歡程望棣 后返回國外生活 |
| 林偉祺 | 湯泰萊 | 船王 香港富商 鄺志立前岳父 |
| 余安安 | 湯美婷 | 阿Kant 湯泰萊之女 鄺志立前妻 程望棣情敵 網球王子Martin情人 |
| 許瑩英 | 台山婆 | 程有財女友 |
| 陳中堅 | 王德明 | 律師樓高層 鄺志立上司 |
| 譚一清 | 孟士同 | 律師樓師爺 鄺志立同事 |
| 關展儀 | 肥妹仔 | 高祖文女友 |
| 王天麗 | 石紅   | 酒廊歌手 搭上陳秀珠 |
| 許淑嫻 | 香姑   | 賭檔主持 |

### 備註
劇中角色，如鄺志立、程望棣、賀昇、程有財、阿嬌、黃大鈞、賀家女人、高祖文、台山婆等將在續集《新變色龍》中再次登場。

## 經典對白
- 1.“現實瞬息萬變，唯有適者生存”（大結局時片尾律師樓同事送給鄺志立的座右銘，亦為本劇主旨）
- 2.“我唔怕啲契弟，因為我最契弟”（大結局時片尾鄺志立座右銘，書面語譯為“我不怕那些混蛋，因為我才是大混蛋”）
- 3.“若要生活好，轉行做差佬…”（賀昇遇見大英百科全書銷售員向他說出這句話，書面語譯為「如果要生活好，就要投考警察」）

## 主題曲
本劇同名主題曲《變色龍》為主唱者關正傑的走紅之作，由黎小田作曲、盧國沾填詞、奧金寶編曲，原版由日本King Records的香港分公司皇聲洋行發行，1980年代由寶麗金重新製作，後來被葉振棠、張國榮、羅文翻唱。

## 軼事
2022年3月15日，臨床腫瘤科專科醫生關永康接受《am730》訪問時分享聽歌的樂趣說道，記得關正傑《變色龍》的歌詞是這樣的「人生與命運，原是一天百變」，人生中有很多挑戰，挑戰來臨時，我們需要正面迎擊。

## 外部連結
- ATV歲月留聲：【名製作人作品：李兆熊系列】
- http://hejnom.blogspot.com/2008/09/9-8mon.html（页面存档备份，存于）
- http://hejnom.blogspot.com/2008/07/7-24thurs.html （页面存档备份，存于）
- http://hejnom.blogspot.com/2008_06_23_archive.html （页面存档备份，存于）

| 麗的電視 中文台 星期一至五 21:00-22:00 時段 | 麗的電視 中文台 星期一至五 21:00-22:00 時段     | 麗的電視 中文台 星期一至五 21:00-22:00 時段 |
| ------------------------------------------- | ----------------------------------------------- | ------------------------------------------- |
|                                             | 變色龍 （1978.11.06 - 1979.03.16）              |                                             |
| 待查                                        | 奇女子 （1979.03.19 - 1979.08.03）(21:30-22:30) |                                             |

| 亞洲電視 歲月留聲 星期一至五 22:00-23:00 時段 | 亞洲電視 歲月留聲 星期一至五 22:00-23:00 時段 | 亞洲電視 歲月留聲 星期一至五 22:00-23:00 時段 |
| --------------------------------------------- | --------------------------------------------- | --------------------------------------------- |
|                                               | 變色龍 （2013.01.01 - 2013.04.29）            |                                               |
| 無                                            | 鱷魚淚 （2013.04.30 - 2013.08.30）            |                                               |